# Ephippigerida marceti
Ephippigerida marceti is een rechtvleugelig insect uit de familie van de sabelsprinkhanen (Tettigoniidae). De wetenschappelijke naam van deze soort is voor het eerst voorgesteld door Longinos Navás in een publicatie uit 1907.
Deze soort komt voor in de Spaanse provincie Lleida in Catalonië.